# Conspiracy of One
Conspiracy of One (englisch für „Verschwörung eines Einzelnen“) ist das sechste Studioalbum der US-amerikanischen Punkrock-Band The Offspring. Es erschien am 14. November 2000 auf dem Label Columbia Records und ist Nachfolger des 1998 erschienenen Erfolgsalbums Americana.

## Entstehungsgeschichte
Nach dem großen Erfolg des Vorgängers Americana (1998) nahm die Band das Album Conspiracy of One zwischen Juni und August 2000 in den NRG Studios in Hollywood, Kalifornien mit dem Produzenten Brendan O’Brien auf. Damit beendete The Offspring die Zusammenarbeit mit Dave Jerden, der bei Americana und Ixnay on the Hombre für die Produktion zuständig war. Für Dexter Holland war O’Briens Produktion für Pearl Jam und Stone Temple Pilots ausschlaggebend, ihn für das Album an Bord zu nehmen.
Mitte 2000 gab die Band bekannt, das Album noch vor seiner Veröffentlichung zum kostenfreien Download anzubieten. Nachdem Sony Music jedoch rechtliche Schritte angekündigt hatte, rückte die Band von diesem Vorhaben ab. Im Oktober 2000 kam es dennoch zu einem Leak und elf der zwölf Lieder des fertigen Albums wurden bei Napster hochgeladen. Ein Fan bot diese Lieder dann zusammen mit Gitarren- und Bassgriffen noch vor Veröffentlichung des Albums am 14. November 2000 zum freien Download an.
Die Band hatte damit jedoch nichts mehr zu tun. Stattdessen bot sie Download-Singles über ihre Website sowie verschiedene Portale wie MTV Online an. Im Gegenzug nahm die britische Ladenkette HMV die erste Singleauskopplung Original Prankster nicht in ihr Sortiment auf und begründete dies damit, dass das Stück „ja bereits vor der Veröffentlichung erhältlich gewesen“ sei. Nach Informationen des New Musical Express war dies der Hauptgrund dafür, dass die Single auf Platz 6 einstieg und kein Nummer-eins-Hit wurde. Des Weiteren wurden einige Songs, die es nicht auf das Album schafften, für Käufer des Albums auf ihrer Website hinterlegt.

## Musikstil und Texte
Musikalisch knüpft das Album an seinen Vorgänger an. Es überwiegt weiterhin klassischer Drei-Akkorde-Punk, beziehungsweise Melodycore, wobei das Album, stärker noch als beim Vorgänger, Elemente des Hip-Hops und des Grunge enthält. Original Prankster greift das Thema von Pretty Fly (for a White Guy) von Americana und Come Out and Play von Smash auf, die beide mit Elementen und Klischees des Gangsta-Raps spielen. Der Stil der Band wurde auch etwas langsamer. Mit Denial, Revisited ist eine Ballade auf dem Album enthalten. Mit Living in Chaos schrieb die Band ein langsameres Lied zum Mithüpfen.
Der Titelsong handelt von einer Person in Libyen, die eine Atomrakete startet. Dexter Holland bezeichnete das Album als „eine Aneinanderreihung von nicht zusammenhängenden Kurzgeschichten.“ Das Intro zum Album wurde von Mike Love gesprochen und stammt von der Beach-Boys-Live-CD The Lost Concert. Special Delivery enthält ein Sample von Hooked on a Feeling der schwedischen Popband Blue Swede und Original Prankster eines aus dem Lied Low Rider von War.

## Covergestaltung
Das Albumcover zeigt das Logo der Band – ein Totenkopf, dessen Haare wie Flammen aussehen und der von einem Kreis umgeben ist – in den Farben Orange, Gelb und Rot. Der Hintergrund ist dunkelblau gehalten. Am oberen bzw. unteren Bildrand stehen die Schriftzüge The Offspring und Conspiracy of One in Gelb-Schwarz.

## Titelliste
1. Intro – 0:06
2. Come Out Swinging – 2:47
3. Original Prankster – 3:42
4. Want You Bad – 3:23
5. Million Miles Away – 3:40
6. Dammit, I Changed Again – 2:49
7. Living in Chaos – 3:28
8. Special Delivery – 3:00
9. One Fine Day – 2:45
10. All Along – 1:39
11. Denial, Revisited – 4:33
12. Vultures – 3:35
13. Conspiracy Of One – 2:17
14. Huck It (Bonussong der europäischen Version) – 2:40

Zudem existiert eine Enhanced-CD mit diversen Live-Videos und Karaoke-Versionen.

## Singleauskopplungen
Als erste Single-Auskopplung erschien Original Prankster (DE #46, 9 Wo.) mit Gastgesang von Redman. Noch im gleichen Jahr wurde Want You Bad ausgekoppelt und 2001 folgte Million Miles Away.

## Kritiken
Die Kritiken sind fast durchgängig nur im oberen Mittelfeld anzusiedeln. Man war sich einig, dass die Band ihre Sache immer noch gut mache, aber kein Platz für Experimente oder Veränderungen eingeräumt würde.

„Drei Platten später und siehe da, es hat sich seitdem nix geändert. Gewohnte Drei Akkord Gitarren mit ansprechenden Hooklines. Dexter Hollands z.T. penetrante Yeeeaaaiiieeaaahs und Oooouuoohs sind immer noch am Start, während ruhigere Stücke nach wie vor nicht zu ihren großen Stärken gehören.“

## Kommerzieller Erfolg

### Chartplatzierungen
Conspiracy of One erreichte in über zehn Ländern die Top Ten der Charts, konnte aber insgesamt nicht an den kommerziellen Erfolg des Vorgängers Americana anknüpfen. Das Album hielt sich dennoch in den meisten Ländern mehrere Monate in den Charts und konnte in den USA und in der Schweiz sogar dieselben oder bessere Höchstpositionen erreichen als der erfolgreiche Vorgänger. In Deutschland stieg Conspiracy of One auf Platz 8 in die Charts ein und konnte sich 15 Wochen in den Top 100 halten.
| ChartsChartplatzierungen       | Höchstplatzierung | Wochen |
| ------------------------------ | ----------------- | ------ |
| Deutschland (GfK)              | 8 (14 Wo.)        | 14     |
| Österreich (Ö3)                | 5 (18 Wo.)        | 18     |
| Schweiz (IFPI)                 | 4 (23 Wo.)        | 23     |
| Vereinigte Staaten (Billboard) | 9 (24 Wo.)        | 24     |
| Vereinigtes Königreich (OCC)   | 12 (26 Wo.)       | 26     |

| ChartsJahrescharts (2000) | Platzierung |
| ------------------------- | ----------- |
| Schweiz (IFPI)            | 76          |

| ChartsJahrescharts (2001) | Platzierung |
| ------------------------- | ----------- |
| Österreich (Ö3)           | 43          |
| Schweiz (IFPI)            | 61          |

### Auszeichnungen für Musikverkäufe
In den Vereinigten Staaten (über eine Million Verkäufe), im Vereinigten Königreich (mehr als 300.000 Verkäufe) und der Schweiz wurde das Album mit Platin sowie in Deutschland und Österreich mit Gold ausgezeichnet.

| Land/Region                  | Auszeichnungen für Musikverkäufe (Land/Region, Auszeichnung, Verkäufe) | Verkäufe  |
| ---------------------------- | ---------------------------------------------------------------------- | --------- |
| Australien (ARIA)            | 2× Platin                                                              | 140.000   |
| Belgien (BRMA)               | Gold                                                                   | (25.000)  |
| Deutschland (BVMI)           | Gold                                                                   | (150.000) |
| Europa (IFPI)                | Platin                                                                 | 1.000.000 |
| Finnland (IFPI)              | Gold                                                                   | (29.330)  |
| Frankreich (SNEP)            | 2× Gold                                                                | (200.000) |
| Japan (RIAJ)                 | Platin                                                                 | 200.000   |
| Kanada (MC)                  | 2× Platin                                                              | 200.000   |
| Neuseeland (RMNZ)            | Platin                                                                 | 15.000    |
| Österreich (IFPI)            | Gold                                                                   | (25.000)  |
| Schweiz (IFPI)               | Platin                                                                 | (50.000)  |
| Spanien (Promusicae)         | Platin                                                                 | (100.000) |
| Vereinigte Staaten (RIAA)    | Platin                                                                 | 1.000.000 |
| Vereinigtes Königreich (BPI) | Platin                                                                 | (300.000) |
| Insgesamt                    | 6× Gold · 11× Platin ·                                                 | 2.555.000 |

Hauptartikel: The Offspring/Auszeichnungen für Musikverkäufe